# Escudo Canadiano

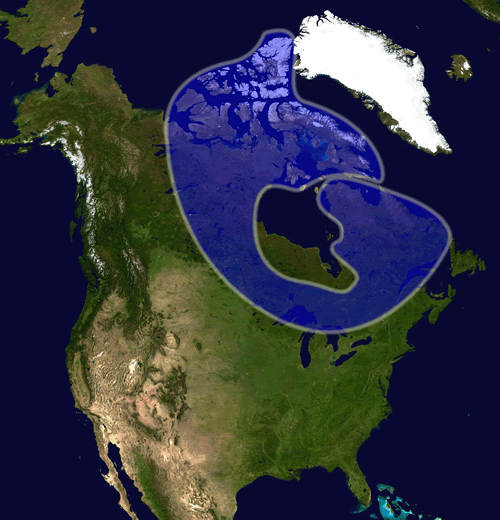
O escudo canadiano

O escudo canadiano ou escudo canadense é um escudo e uma vasta região geológica no norte do Canadá que engloba as regiões do norte de Saskatchewan, Manitoba, Ontário e Québec, bem como a maior parte do Labrador (a parte continental da província de Terra Nova e Labrador.
O escudo canadiano ocupa 49% da superfície do Canadá. Consiste principalmente em terreno erodido e ondulado e contém muitos rios importantes explorados para produção de energia hidrelétrica, particularmente no norte do Quebeque e Ontário. Circunda uma área de terras úmidas, os baixios da baía de Hudson. Algumas regiões particulares do escudo estão cobertas por cordilheiras que incluem os montes Torgat e os montes laurentides.
Apesar de não ser possível a prática de agricultura intensiva no escudo canadiano, persiste a agricultura em menor escala e há pequenas quintas nos vales fluviais e junto a lagos, particularmente no sul. Os bosques boreais cobrem grande parte do escudo, com uma variedade de coníferas, que são um importante recurso para a indústria madeireira. Nesta região existem grandes reservas minerais.